# اچ‌ام‌اس پرسئوس (۱۸۹۷)
اچ‌ام‌اس پرسئوس (۱۸۹۷) (به انگلیسی: HMS Perseus (1897)) یک کشتی بود که طول آن ۳۱۳ فوت ۶ اینچ (۹۵٫۵۵ متر) بود. این کشتی در سال ۱۸۹۷ ساخته شد.